# Спасо-Преображенский собор (Чернигов)
Спасо-Преображенский собор (укр. Спа́со-Преображе́нський собо́р) — православный храм в Чернигове, действующий храм-музей. Старейший сохранившийся памятник древнерусского зодчества, на протяжении веков неоднократно перестраивался. Служил главным храмом Чернигово-Северского княжества и усыпальницей местных князей (Святославичей). Входит в состав национального архитектурно-исторического заповедника «Чернигов древний».
Храму присвоен статус памятник архитектуры национального значения с охранным № 811.

## Описание
Авторы отмечают непосредственное влияние абхазо-аланской архитектурной школы зодчества и вероятнейшее участие иностранных мастеров в оформлении собора, в частности это такие специалисты как Лукомский Г.К.:

Застроенные в ширину пятью-семью апсидами храмы Киева, Чернигова, Новгорода, по мысленной очистке всех позднейших апсид и наслоений...В плановом смысле вполне совпадают с памятниками абхазскими. С византийскими храмами второго периода сходство у них значительно меньше.

Его же мнение поддерживал Шмит.Ф.И:

Не из далекого Константинополя выписывал Мстислав нужных ему зодчих, а от своих непосредственных кавказских соседей.

Заложен черниговским князем Мстиславом Владимировичем предположительно в начале 1030-х годов. После его смерти в 1036 году (согласно Повести временных лет по Ипатьевскому списку) со стройки собора, имевшего высоту стен около 4 метров, мастера были сняты для постройки храма Святой Софии Новгородской, а окончен черниговский собор был только в середине века. Возможно, строители Спасо-Преображенского собора в какой-то мере повторили схему Десятинной церкви. Павел Раппопорт высказал предположение, что мастера, создававшие черниговский собор и Софию Киевскую, были из одной и той же столичной византийской артели.
В плане собор представляет собой большой по древнерусским меркам (18,25 х 27 м.) трехнефный храм с шестью столбами и тремя апсидами. Раскопки показали, что к восточным углам были пристроены небольшие часовни, которые не сохранились. Фасады здания сложены чрезвычайно нарядной кирпичной кладкой со скрытым рядом. Фасады также оформлены пилястрами, в первом ярусе плоскими, а во втором профилированными. 
Спасо-Преображенский собор сохранился до наших дней почти целиком, но отчасти перестроенным: он подвергся переделкам после разрушительного пожара 1756 года. Все внутренние помещения выгорели. Сгоревшие деревянные хоры не были восстановлены. Была сломана крещальня в юго-западном углу храма, а вместо неё построена круглая башня, симметричная левой древней башне с лестницей на хоры. На обе башни были установлены шпили огромной величины, что исказило древний облик церкви. В довершение ко всему, перед порталами устроили тамбуры.
Постепенное возвышение масс храма кверху было утрачено с западной стороны. Пирамидальный рост собора виден с востока. Древнее покрытие храма было позакомарным, что также работало на эффект пирамидальности верхней части постройки. Главы имели по-византийски параболическую форму.
Собор неоднократно подвергался перестройке. В XVIII—XIX веках, в частности, были надстроены две башни, после чего здание приобрело нынешний вид. В 1967 году во время реставрационных работ на южном фасаде Спасского собора обнаружили граффити ХІІ — начала XIII века. С 1989 года собор числится среди кандидатов на включение в список Всемирного наследия.

## Интерьер
В интерьере Спасского собора превалирует строгое и торжественное сочетание вертикалей и горизонталей. Здесь явственно акцентирована удлиненность здания, что сочетается с внутренними двухъярусными аркадами, уходящими в подкупольное пространство. Вдоль них изначально шли деревянные настилы северных и южных хор, усиливавших горизонтальное членение интерьера. Подобные аркады свойственны византийскому зодчеству той эпохи, но редки на Руси.
О некогда богатом внутреннем убранстве собора свидетельствуют остатки фресок, резные плиты хоров, пола, колонны. По великолепию убранства храм Спаса не уступал первопрестольным киевским церквам. Пол храма устилали резные шиферные плиты с инкрустацией из цветной смальты. Стены и своды украшали древние фрески, погибшие в пожаре 1756 года.
В Спасо-Преображенском соборе покоится прах князя Игоря Святославича (воспетого в «Слове о Полку Игореве»), Игоря Ольговича и других черниговских князей той эпохи.

## Галерея
- Задний план
- Интерьер
- Главный фасад
- Интерьер
- Фреска Фёкла Иконийская, XI ст.